# Parc Natural de la Tinença de Benifassà
El Parc Natural de la Tinença de Benifassà és el parc més septentrional del País Valencià, situat als peus del massís dels Ports de Beseit, i cobrint la major part de la comarca històrica homònima, part de l'actual comarca del Baix Maestrat. La Tinença de Benifassà va ser declarada parc natural pel Govern valencià el 19 de maig de 2006.

## Geografia
El parc inclou gran part dels termes municipals de Rossell, Castell de Cabres, la Pobla de Benifassà i Vallibona, aquest darrer situat a la comarca del Ports. Gran part del parc fa frontera, doncs, amb Catalunya, i concretament, amb el municipi montsianenc de la Sénia.
En termes geogràfics, el parc se situa al voltant de l'alta vall del riu Sénia i l'embassament d'Ulldecona. Aquesta alta vall té la particularitat de ser l'única part del territori valencià amb un clima atlàntic, prova d'això són les pinedes abundants i altres espècies tant de flora com de fauna de típus atlàntic, sobretot a les muntanyes de Benifassà.

## Patrimoni
Destaquen dos elements de patrimoni al parc. El primer són les pintures rupestres situades en una llenca de roca vora el mur del pantà. El segon és el Reial convent de Santa Maria de Benifassà, un dels primers fundats al País Valencià.

## Normes i restriccions
Al parc hi ha una sola zona d'acampada lliure, situada a prop de l'embassament i controlada per la Conselleria de Territori i Habitatge.

## Fauna
La fauna destaca per la presència d'algunes espècies carismàtiques, com ara la cabra salvatge ibèrica (Capra pyrenaica), actualment abundant a la comarca; el voltor comú (Gyps fulvus); i el cabirol (Capreolus capreolus), reintroduït a partir d'exemplars d'un bosc del sud-oest de França (el bosc de Chizé). Així mateix, també hi ha presència de l'introduït mufló (Ovis orientalis musimon), molt més difícil d'albirar que la cabra montesa; el javalí o senglar (Sus scrofa), depredadors com la rabosa (Vulpes vulpes), la geneta comuna (també anomenada gat mesquer o gat moro), la fagina (Martes foina), la mostela o el teixó. Entre els components més cridaners de l'avifauna destaquen l'astor o falcó perdiguer (Accipiter gentilis) i l'àguila daurada o reial (Aquila chrysaetos).

## Flora
La Tinença de Benifassà alberga diversos boscos molt ben conservats, tot i que no manté cap fageda, que queden molt properes, però ja en territori català. No obstant això, l'accés més senzill a les fagedes és des del poble valencià de Fredes. Abunden els boscos de pi silvestre amb sotabosc de boix (Buxus sempervirens), peus de grèvol (Ilex aquifolium) i teix europeu (Taxus bacatta) aïllats. En algunes zones, el sotabosc apareix amb un tapís de falgueres, la qual cosa li dona cert aire nòrdic. En les zones menys ombries apareix el pi blanc (Pinus halepensis), la pinassa (Pinus nigra), l'auró negre (Acer monspessulanum, conegut també com a auró de Montpeller) o el roure de fulla petita (Quercus faginea, també anomenat roure valencià), al costat dels típics matolls propis de les zones de clima mediterrani (romaní, timó, i fins i tot en les zones més baixes de la comarca el margalló).